# Coalinga (Kalifornija)
Coalinga je grad u američkoj saveznoj državi Kalifornija. Prema popisu stanovništva iz 2010. u njemu je živjelo 13,380 stanovnika.